# ماريا آنا من بافاريا (1805-1877)
ماريا آنا من بافاريا (بالألمانية: Maria Anna von Bayern)‏ (و. 1805 – 1877 م) هي عاهلة ألمانية، ولدت في ميونخ، توفيت عن عمر يناهز 72 عاماً.